# Chlenias ochrocrana
Chlenias ochrocrana là một loài bướm đêm trong họ Geometridae.